# Marmaray
Marmaray là một dự án đường rầy xe lửa có đường hầm dưới đáy eo biển Bosphore nối hai nửa Istanbul ở châu Á và châu Âu với nhau. Đường hầm này có chiều dài 13,6 km, bắt đầu từ ga Halkali ở phần châu Âu tới huyện Gebze thuộc tỉnh Kocaeli ở phần châu Á. Dự án này có tổng kinh phí 3,6 tỷ USD. Đường hầm này chỉ dành cho xe điện điện khí hóa. Dự án này đang chậm 2 năm so với tiến độ ban đầu vì trong quán trình thi công, người ta đã phát hiện ra di chỉ khảo cổ Byzantine. Chính vì di chỉ này mà chiều dài đường hầm theo dự kiến ban đầu được kéo dài để tránh các di chỉ này. Pha một của dự án được khánh thành vào ngày 29 tháng 10 năm 2013
Đây là khổ đường sắt tiêu chuẩn đầu tiên kết nối giữa châu Âu và châu Á. The second phase of the project was scheduled to open in 2015, but work was stopped in 2014. Công việc đã được khởi động lại vào tháng 2 năm 2017 và toàn bộ dây chuyền khai trương vào ngày 12 tháng 3 năm 2019.
Tên Marmaray là một chữ phối hợp cái tên biển Marmara, mà nằm phía Nam của tuyến đường này, với ray, tiếng Thổ Nhĩ Kỳ mà có nghĩa là đường ray.

## Hình ảnh

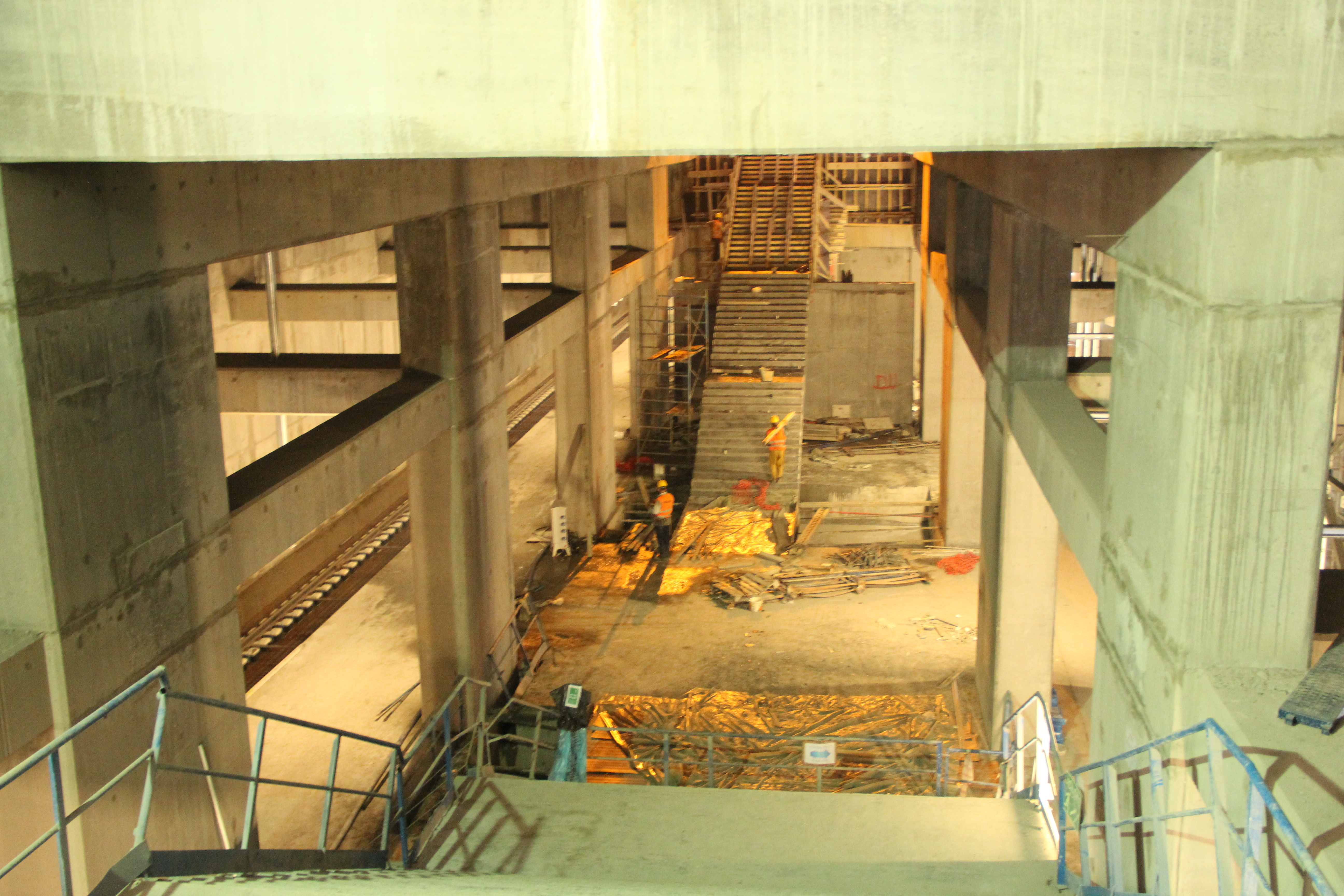
Cầu thang
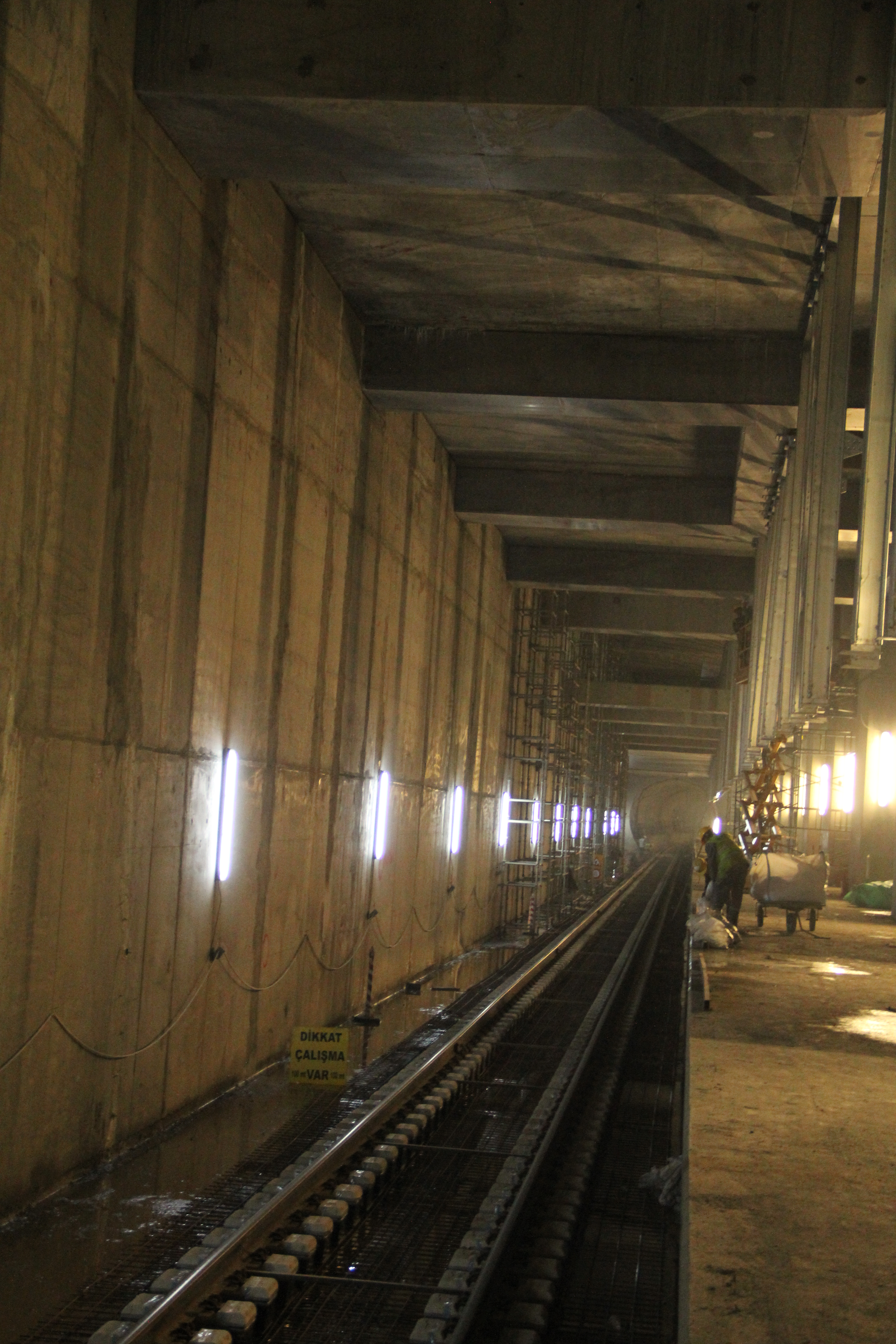
Bên trong nhà ga
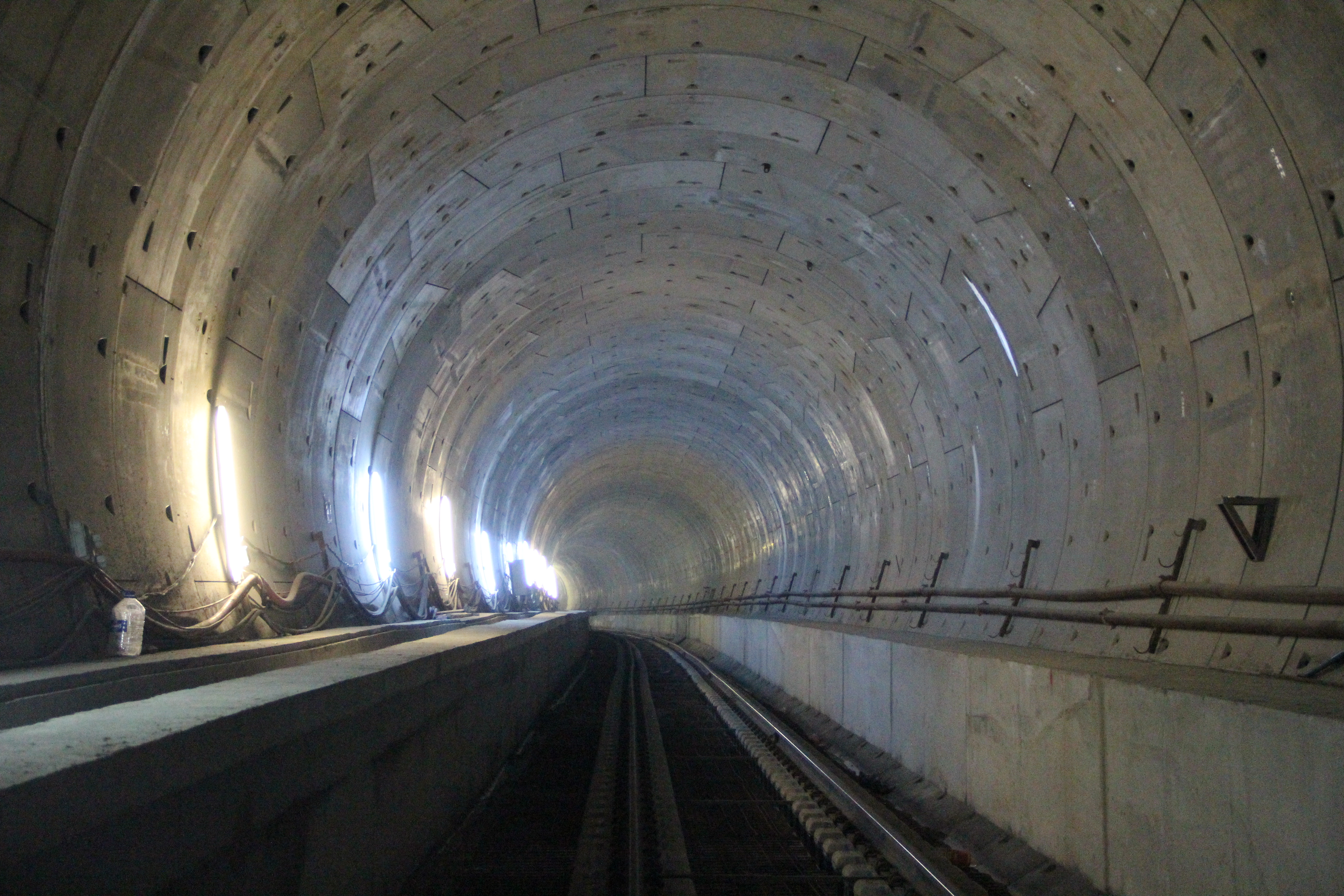
Từ Uskudar đến khúc cua Cankurtaran đầu tiên
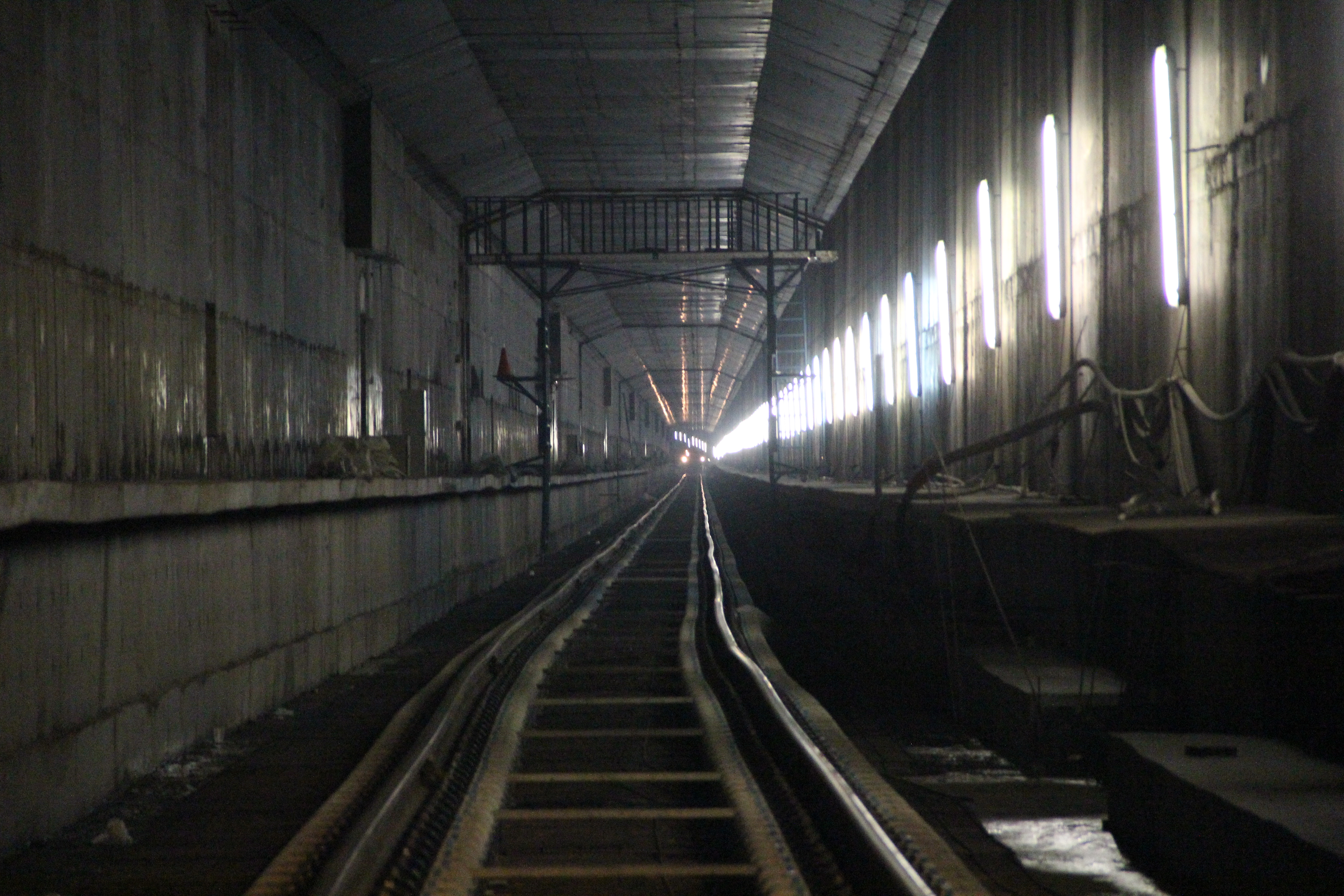
Đường hầm
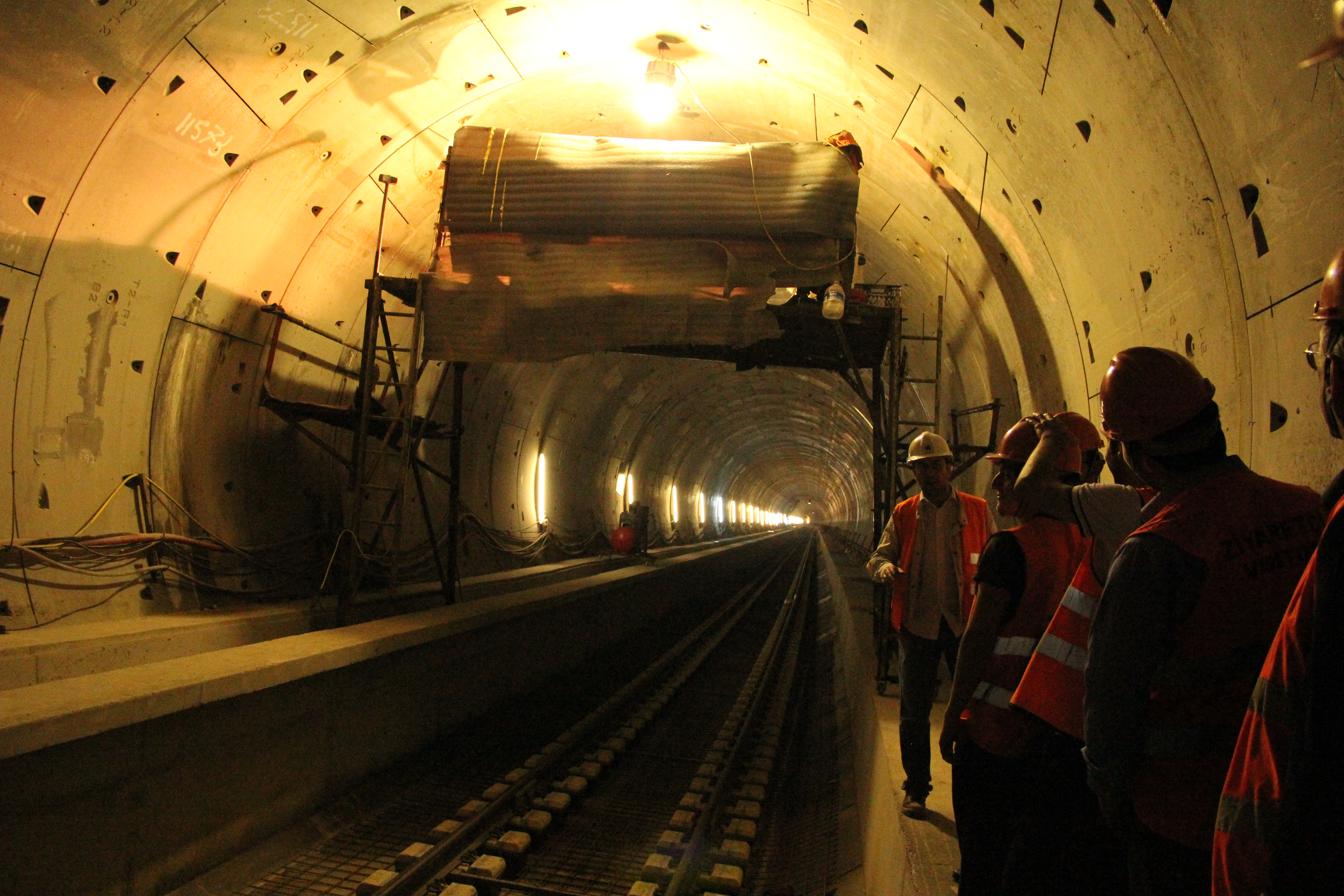
Đường hầm
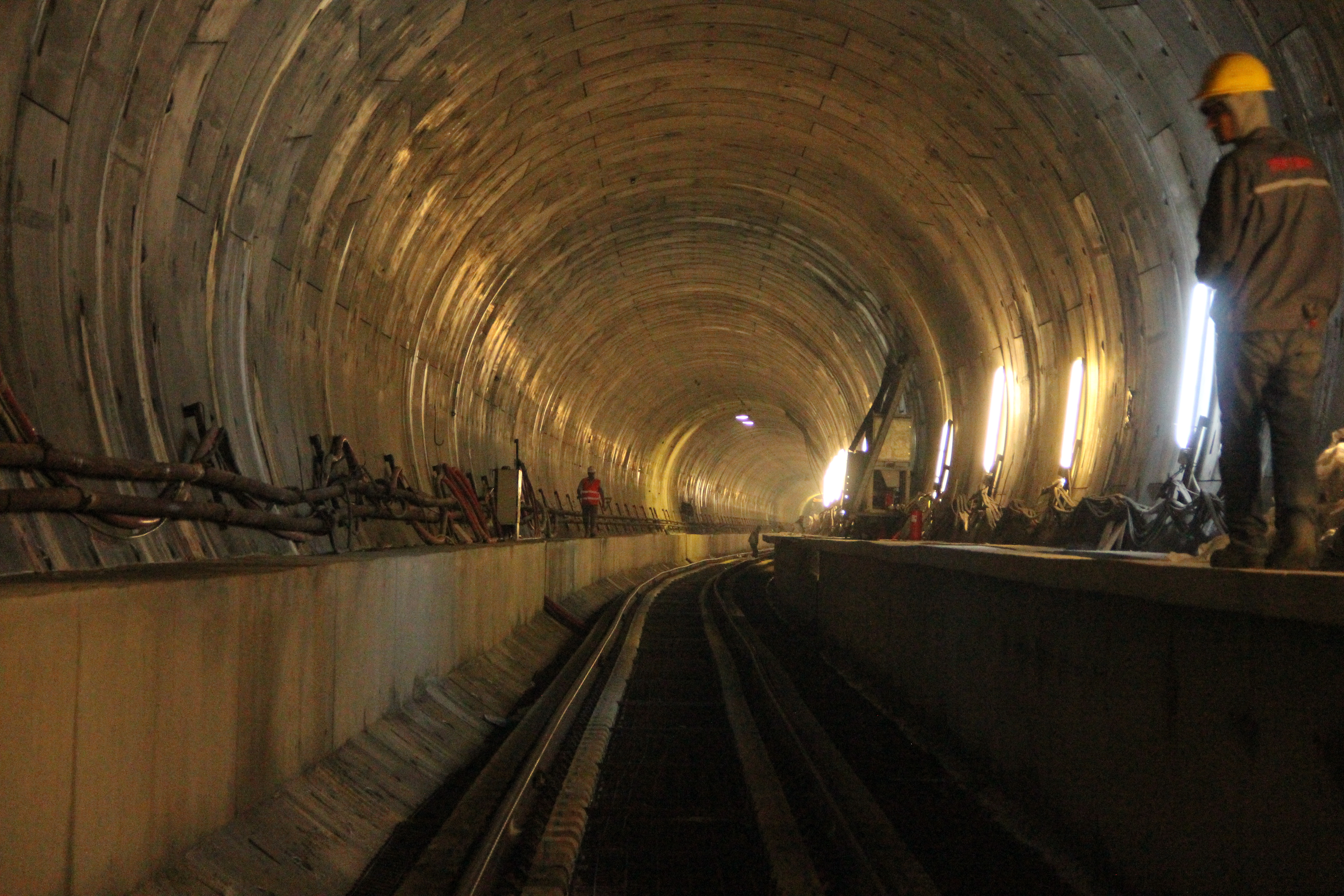
Đường hầm
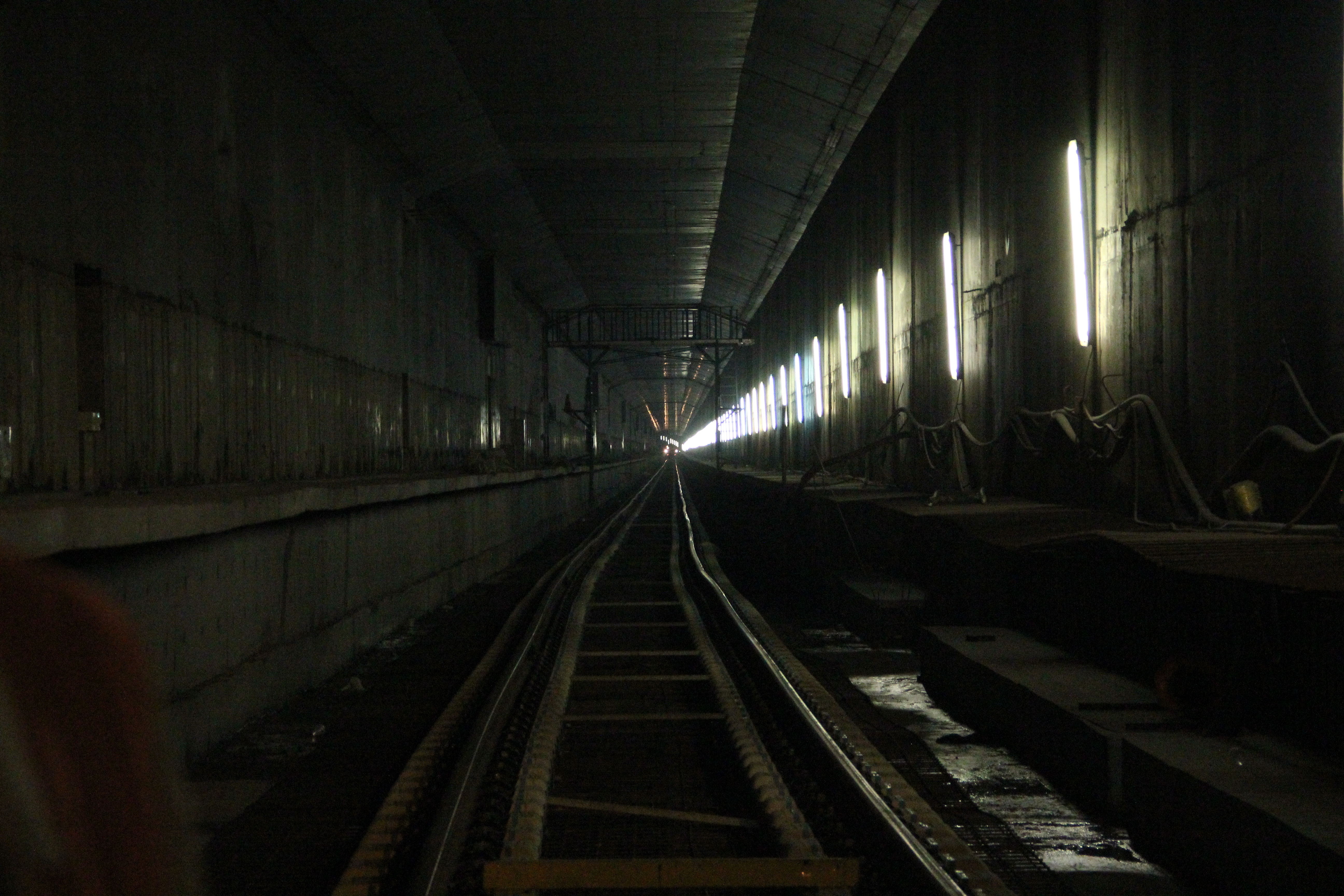
Đường hầm
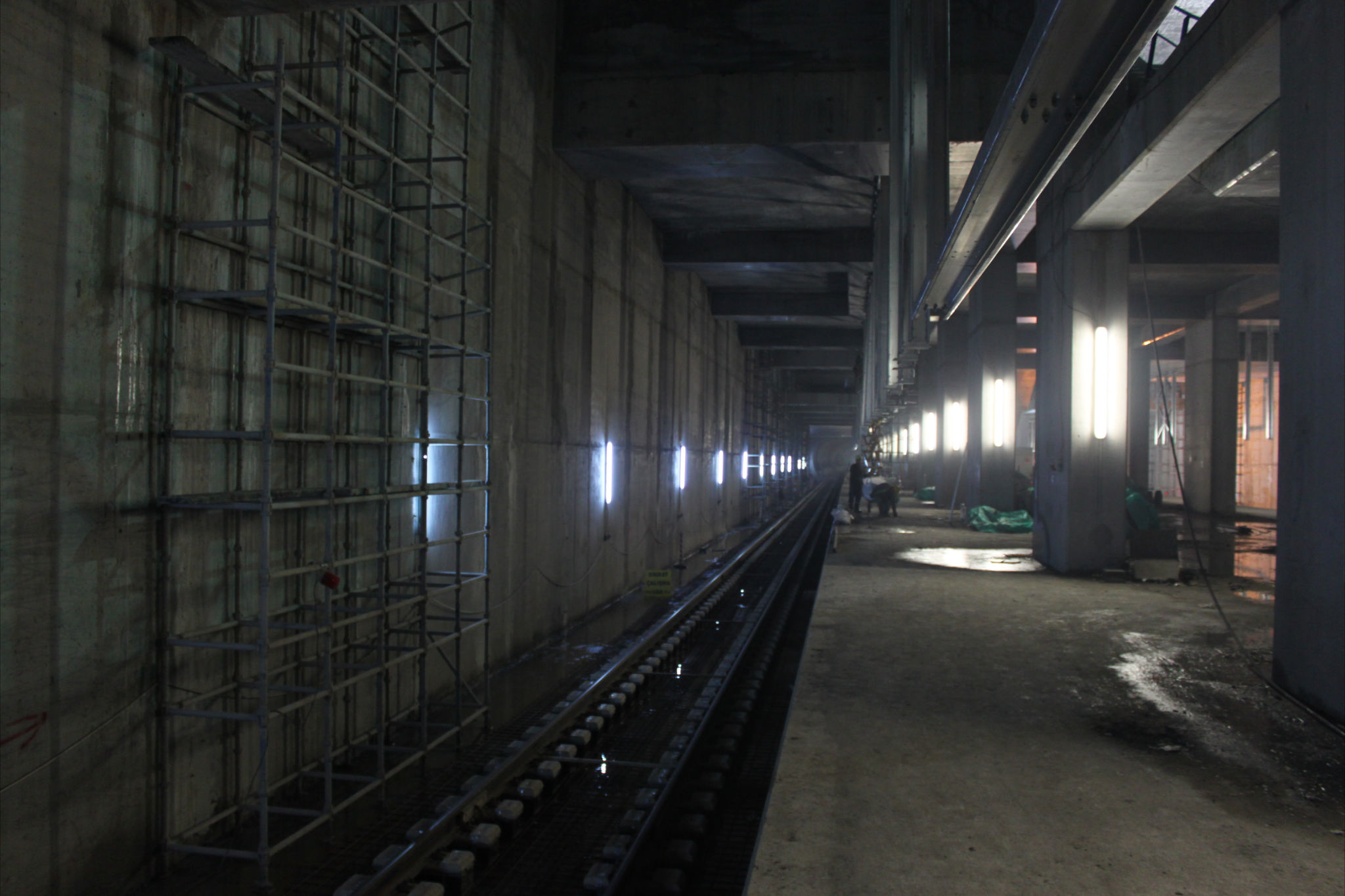
Nhà ga
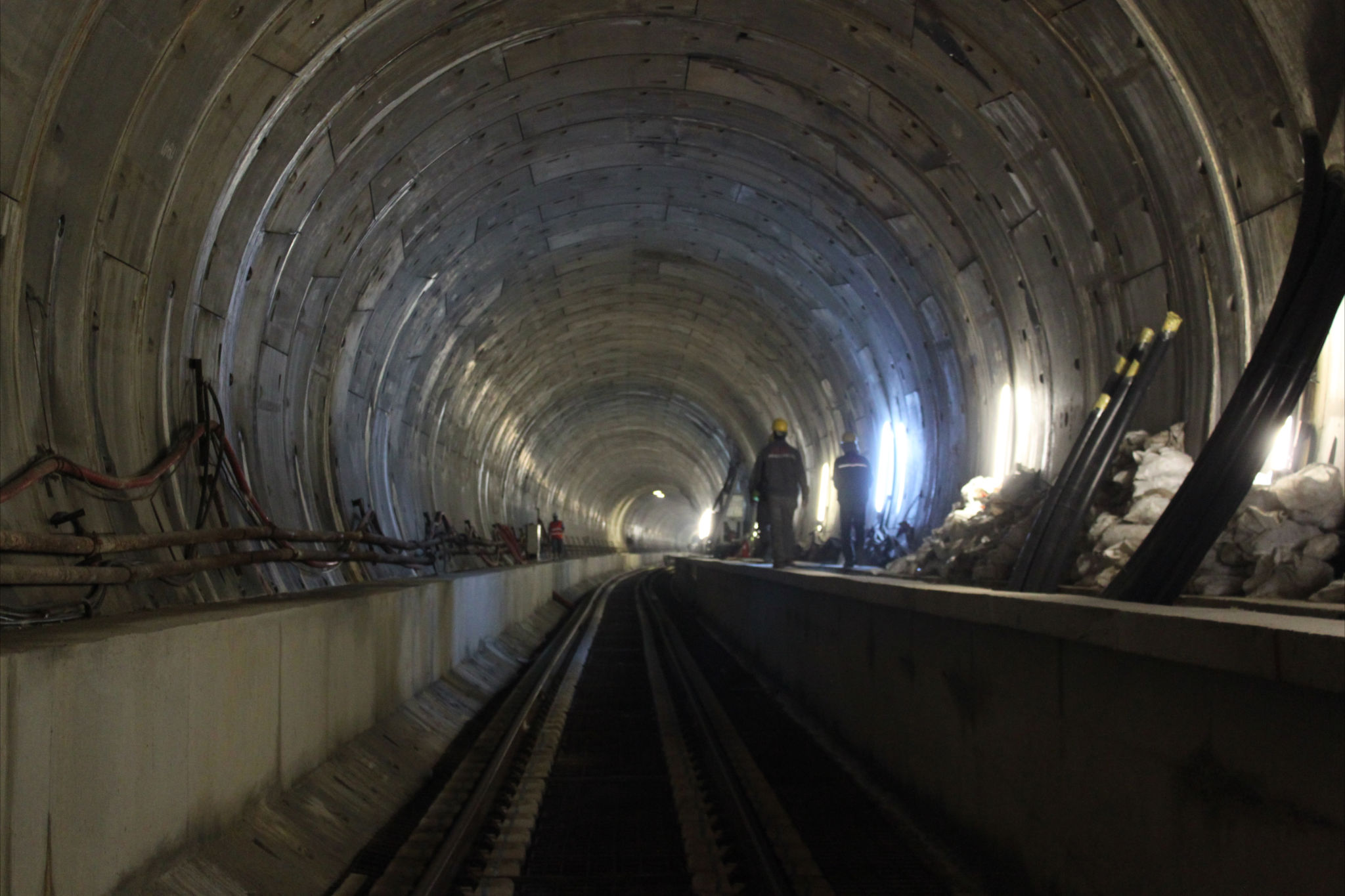
Đường hầm
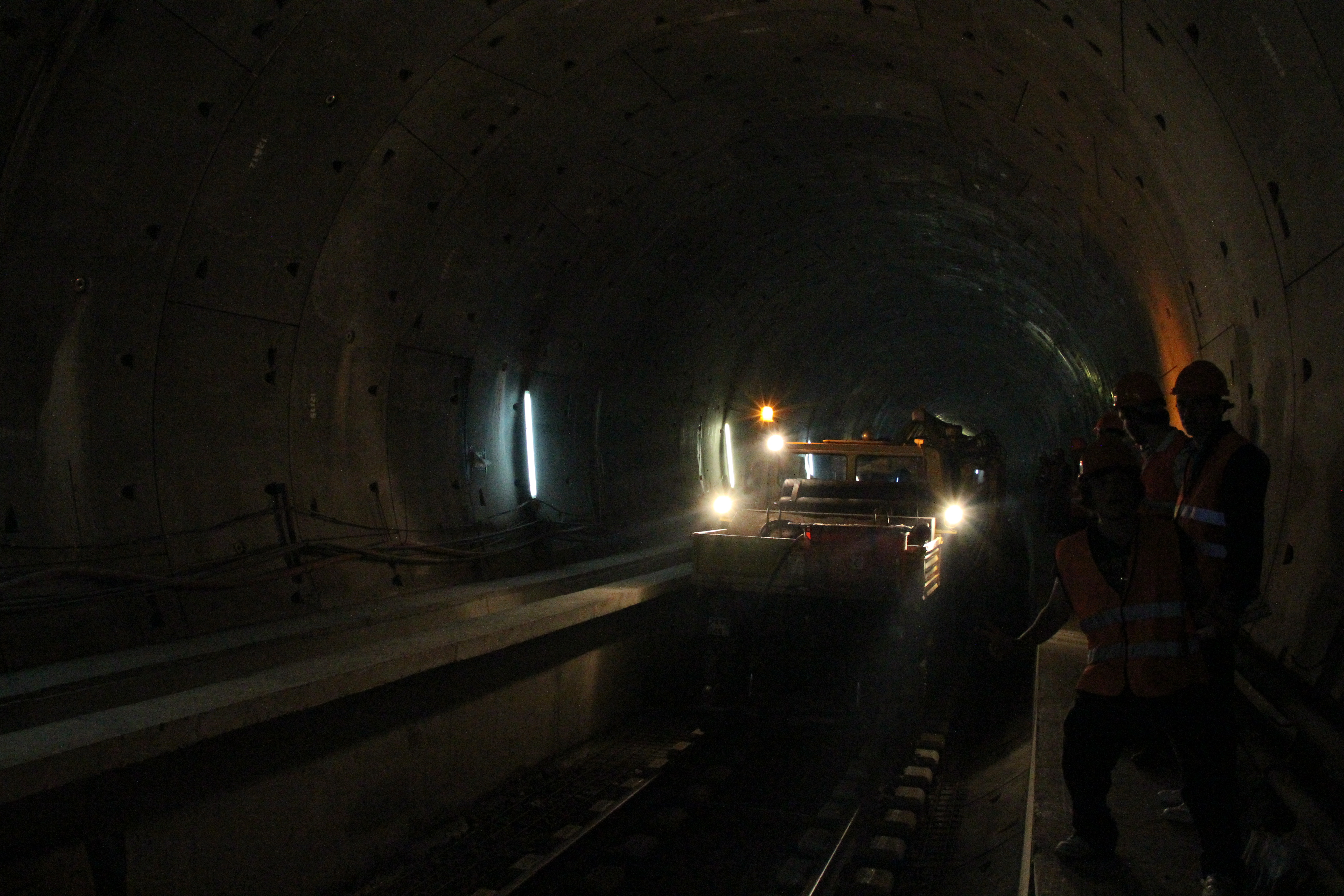
Thiết bị của cần trục
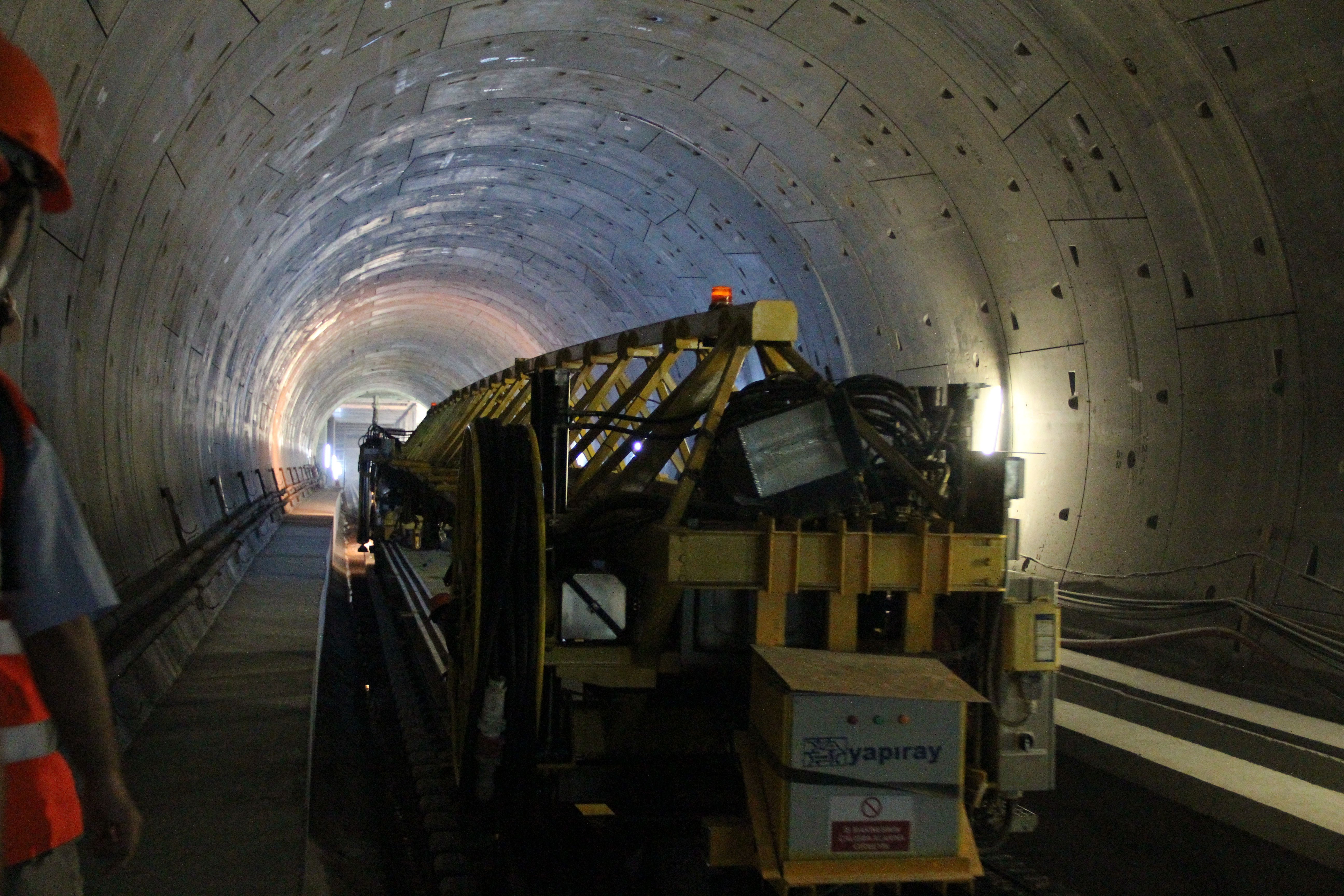
Thiết bị của cần trục